# Kolari
Kolari è un comune finlandese di 3999 abitanti, situato nella regione della Lapponia.